# Fushimi Inari-taisha

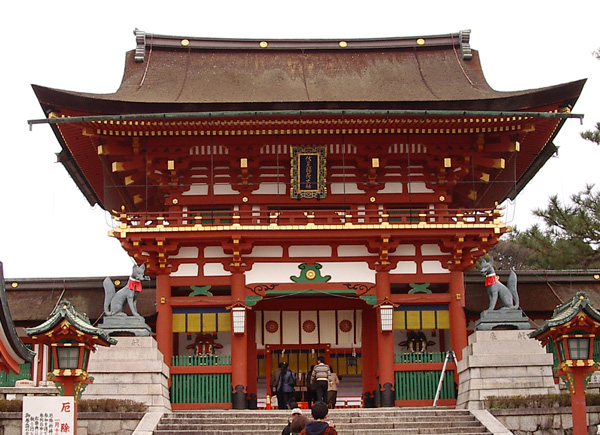

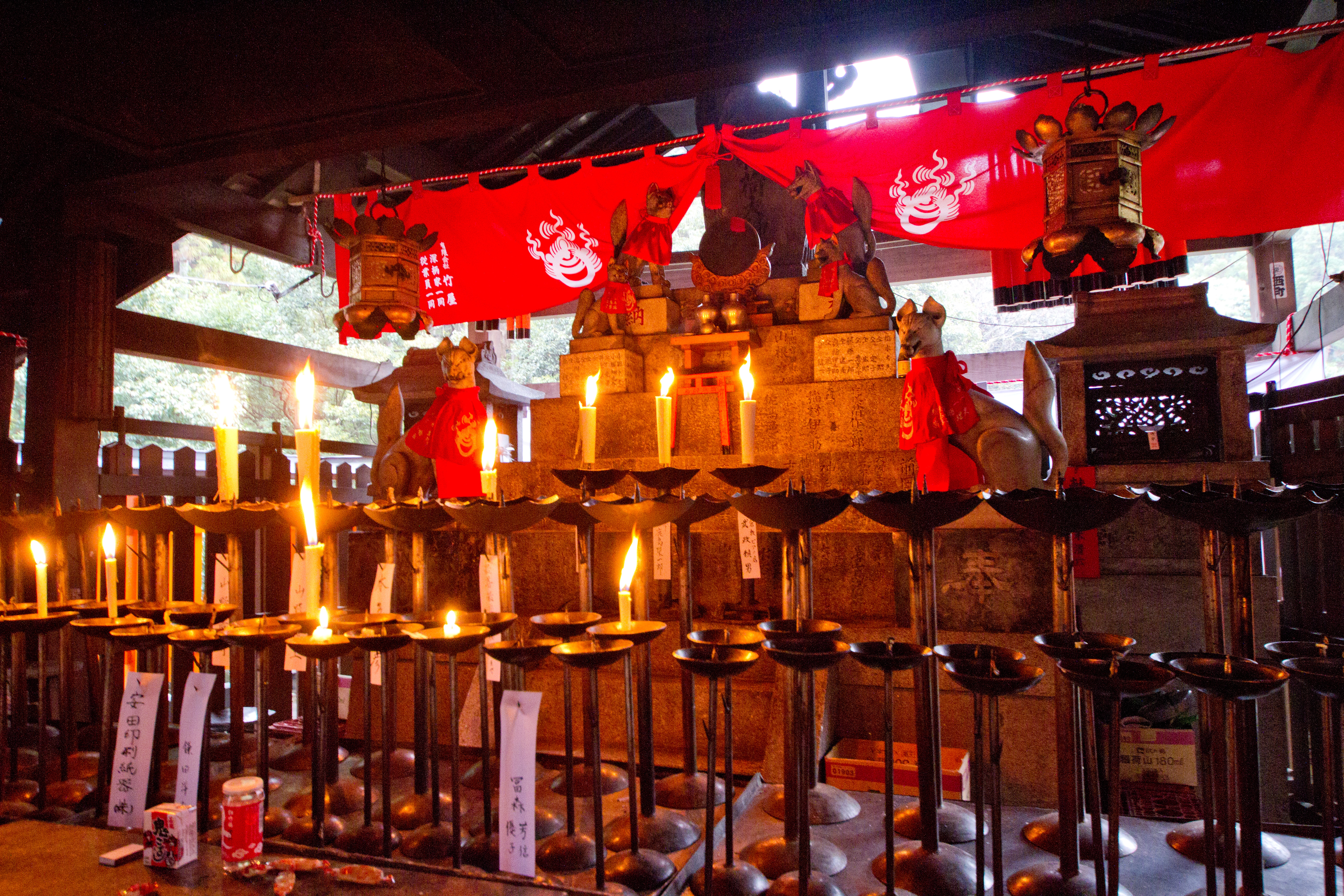

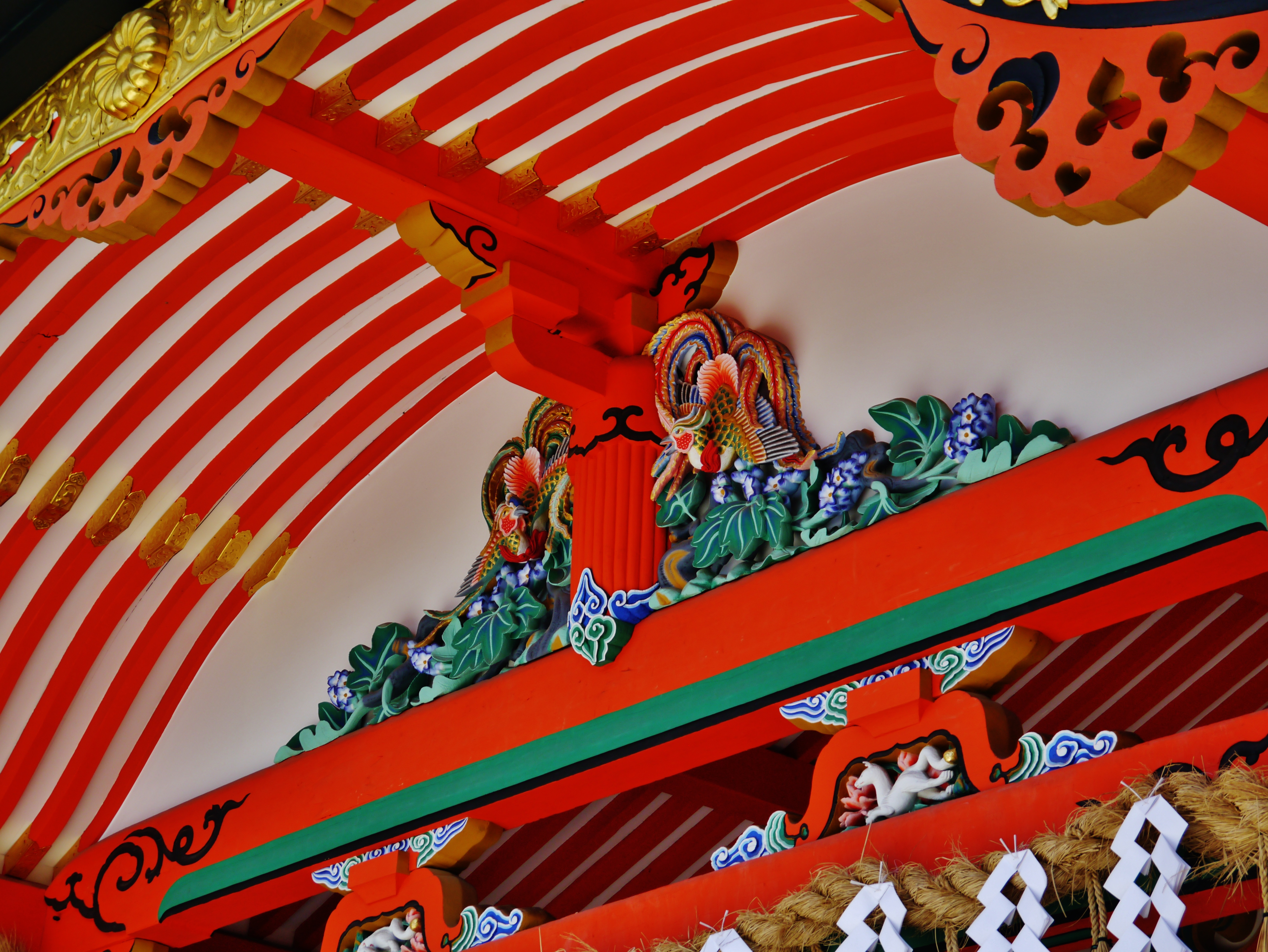

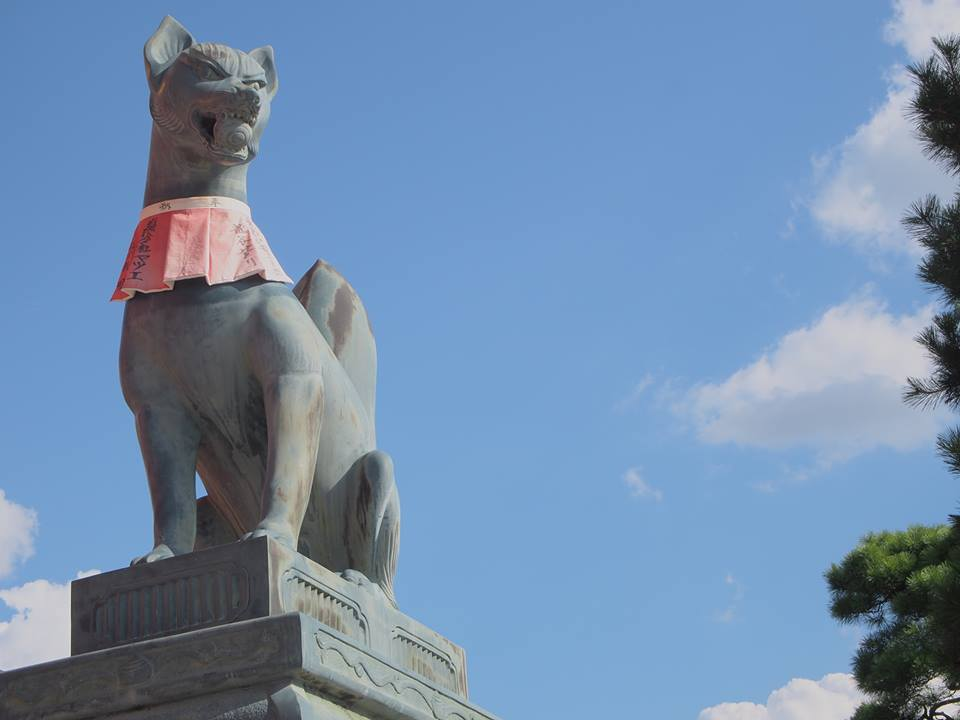

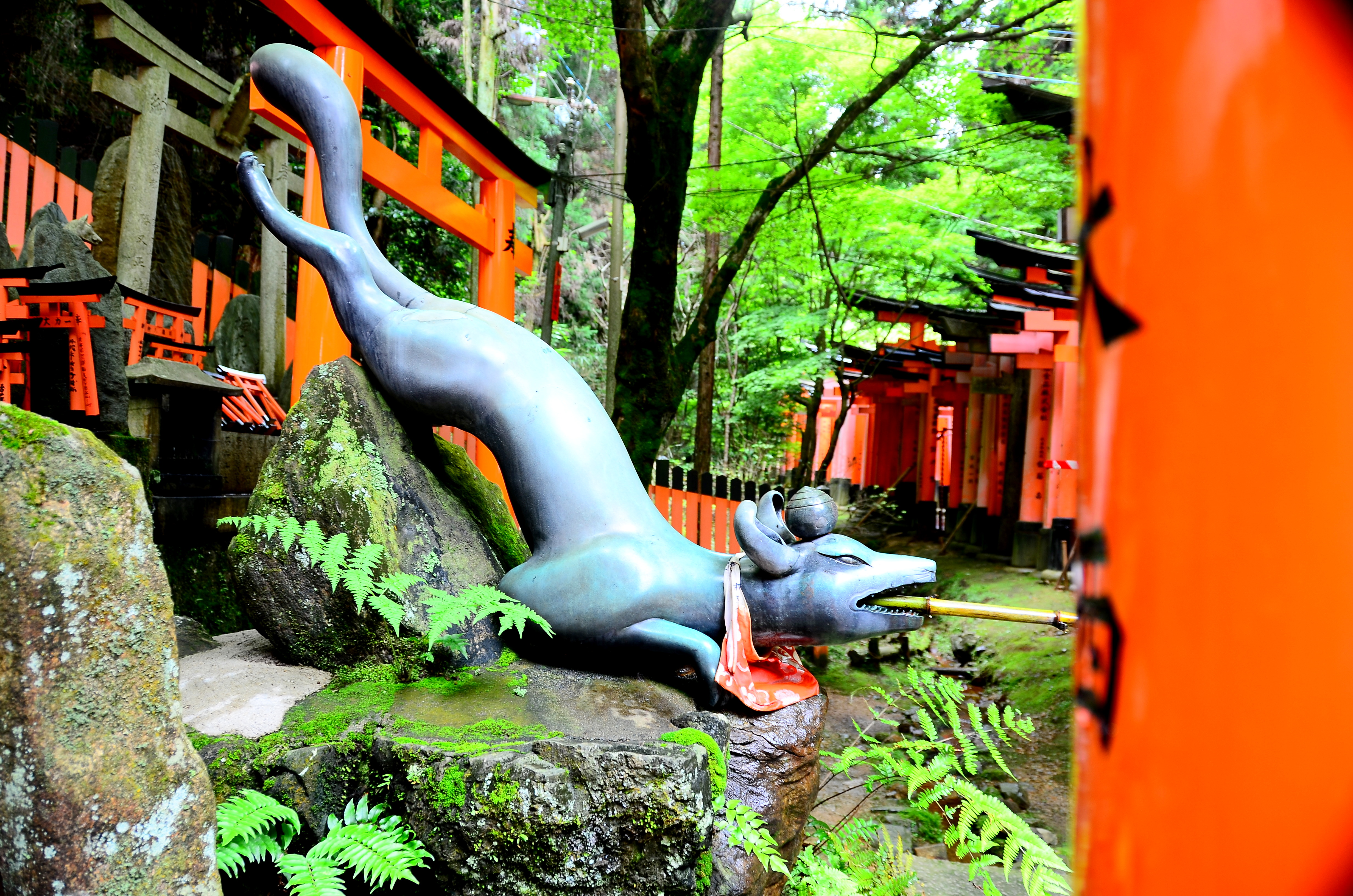

El Fushimi Inari-Taisha (伏見稲荷大社?) es el principal santuario sintoísta (jinja, 神社) dedicado al espíritu de Inari, y situado en Fushimi-ku, uno de los distritos de Kioto (Japón). El santuario se encuentra situado en la base de una montaña también conocida como "Inari", que incluye varios senderos para llegar a otros santuarios más pequeños.
Desde las épocas más antiguas de Japón, Inari era vista como patrona de los negocios (en tanto que cada Torii existente en el santuario ha sido donado por algún hombre de negocios japonés) aunque Inari en primer lugar fuera diosa del arroz. Los comerciantes y artesanos ofrecían culto a Inari a cambio de obtener riqueza en sus negocios, por lo que donaban numerosos torii que actualmente forman parte de la vista panorámica del templo. De este famoso templo se dice que posee más de 32000 pequeños torii, llamados santuarios.

## Historia
Es conocido por los miles de toriis naranjas que delimitan el camino por la colina en la cual se encuentra situada el santuario. Los torii son donaciones de particulares, familias o compañías. Al espíritu de Inari se le considera como protector de las cosechas, especialmente de arroz, y en consecuencia históricamente ha sido asociado con la riqueza. Las compañías a menudo hacen ofrendas a los santuarios de Inari en forma de barriles de sake o de torii. Se le considera uno de los lugares más bellos de Kioto, y uno de los símbolos de Japón.
Desde su fundación en el 711, el santuario se convirtió en objeto del patrocinio imperial durante el comienzo del Periodo Heian. En el 965, el Emperador Murakami ordenó que los mensajeros imperiales (heihaku) fueron enviados para informar de todos los eventos importantes al guardián Kami del Japón. Estos heihaku fueron enviados inicialmente a un total de 16 santuarios, entre los que también se encontraba el Santuario a Inari. Entre 1871 y 1946 el Fushimi Inari fue incluido oficialmente dentro del Kanpei-taisha (官幣大社?), lo que significaba que quedaba bajo apoyo del gobierno nipón.
En el año 2005, apareció en la película estadounidense Memorias de una geisha.

## Descripción

### Arquitectura
Las primeras estructuras fueron construidas hacia el 711 en la colina Inariyama del sudoeste de Kioto, pero el santuario sería reubicado en el 816 a petición del monje Kūkai. La principal estructura del santuario fue construida en 1499.

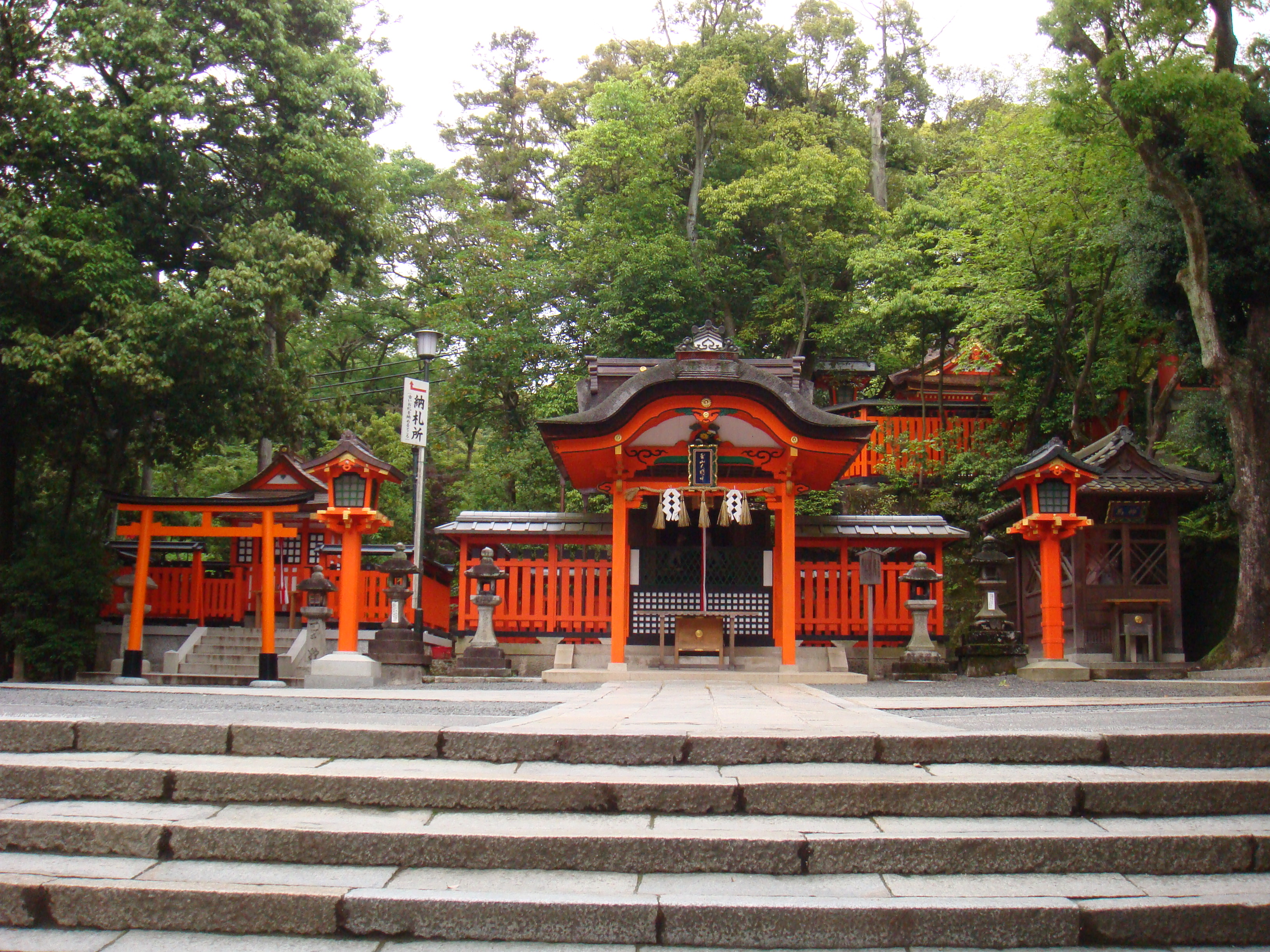
Un santuario dentro del complejo del Fushimi Inari.

En la base de la colina se encuentra el santuario Go Honden (御本殿) y la puerta de Sakura o Sakura-mon (桜門). Tras recorrer los caminos de senderismo flanqueados por toriis, se puede parar en los varios puestos de comida que ofrecen Kitsune udon, un popular plato de fideos que toma su nombre de los zorros (kitsune), que son los mensajeros de Inari. La estatuas de zorros a menudo se encuentran representadas en los santuarios de Inari con una llave (para el granero que conserva el arroz) en sus bocas. En lo alto de la colina está el santuario principal; A diferencia de la mayoría de santuarios shinto, y al igual que otros santuarios dedicados a Inari, es posible ver de forma abierta el ídolo contenido en el santuario (un espejo). Aparte de los más famosos senderos alineados por torii, en la parte opuesta existen otros senderos que discurren a través de un bosque de bambú y que ofrece una experiencia bastante diferente de la ruta principal.

### Acceso
La manera más sencilla de llegar a Fushimi Inari es por medio del tren. La estación de Inari de JR (a cinco minutos de la estación de Kioto vía la línea Nara) se encuentra al otro lado de la calle frente la puerta de Sakuramon. La segunda estación más cercana es Keihan Fushimi Inari. Para alcanzar la cima a través de varios senderos se cuenta con más de 1,200 escalones que asciendes rodeado de columnas.